# Casa Antònia Ribas de Fabré
La Casa Antònia Ribas de Fabré és una obra modernista de Barcelona protegida com a Bé Cultural d'Interès Local.

## Descripció
La casa Antònia Ribas de Fabré ocupa una banda estreta de l'illa de cases i fa dues cantonades: El carrer Poeta Cabanyes amb el carrer Magalhaës i aquest últim amb el carrer Tapioles. Es tracta de dos immobles amb façanes simètriques que consten de planta baixa, tres pisos i terrat. A la planta baixa s'obren un seguit de portes i finestres, totes elles rectangulars i sense cap mena de decoració. Als pisos superiors les obertures segueixen els mateixos eixos verticals i donen a balcons que poden ser individuals o dobles. Aquests balcons tenen la barana de ferro forjat i la llosana de pedra motllurada. Les obertures tenen la llinda decorada amb relleus vegetals i florals. Centrant cadascuna de les dues façanes, on se situa l'escala de veïns, hi ha una banda on les obertures allindanades i els balcons s'han substituït per ulls de bou de forma ovalada i emmarcats per una motllura i relleus vegetals. El coronament de la façana és de formes mixtilínies, on es juga amb diferents alçades, i es combina amb trams de barana de pedra calada; la ressegueix una motllura llisa i està decorada amb pinacles. En el número 27-29 es va fer una remunta que es visible per darrere del coronament. El parament és d'estuc que imita carreus rugosos.